# Ark
Ark是一個KDE的壓縮工具，包含在kdeutils軟體包中。

## 功能
- Ark本身無法理解任何的壓縮格式，而是作為一個命令行壓縮工具的前端。它藉由許多後端來作業，包括7z、tar、rar、zip、gzip、bzip2、lha、zoo（英语：Zoo_(file_format)）和ar。
- Ark通過KPart技術，可以整合入Konqueror和Dolphin。使用Dolphin的右鍵菜單即可增加或提取壓縮文件。
- 支持外部程序編輯壓縮檔內文件。檔案也可自壓縮檔內刪除。
- 拖放建立壓縮檔。

## 外部連結
- KDE Utilities / Ark（页面存档备份，存于）
- The Ark Handbook（页面存档备份，存于）

1. ↑  .   [2024年6月27日].
2. ↑  .   [2024年12月11日].